# Discographie de Miley Cyrus
La discographie de la chanteuse américaine Miley Cyrus se compose de huit albums studio, deux EP, deux albums Live, ainsi que plusieurs disques enregistrés pour la série Hannah Montana, dans laquelle elle a tenu le rôle principal durant les années 2000. 

## Albums

### Albums studio
| Album                                                          | Classements                                                            | Classements                   | Classements                   | Classements                   | Classements                   | Classements                   | Classements                   | Classements                   | Classements                   | Classements                   | Classements                   | Classements                   | Classements                   | Classements                   | Classements                   | Classements                   | Certifications                           |
| Album                                                          | É-U                                                                    | CAN                           | R-U                           | IRL                           | FRA                           | ESP                           | ITA                           | SUI                           | BE/W                          | BE/F                          | P-B                           | ALL                           | AUT                           | SUE                           | AUS                           | N-Z                           | Certifications                           |
| -------------------------------------------------------------- | ---------------------------------------------------------------------- | ----------------------------- | ----------------------------- | ----------------------------- | ----------------------------- | ----------------------------- | ----------------------------- | ----------------------------- | ----------------------------- | ----------------------------- | ----------------------------- | ----------------------------- | ----------------------------- | ----------------------------- | ----------------------------- | ----------------------------- | ---------------------------------------- |
| Hannah Montana 2: Meet Miley Cyrus - Label : Hollywood Records | 1                                                                      | 3                             | N/D                           | N/D                           | 178                           | 46                            | -                             | 69                            | -                             | -                             | -                             | 35                            | 13                            | 50                            | 20                            | 6                             | : 4x Platine : Platine : 2x Platine : Or |
| Breakout - Label : Hollywood Records                           | 1                                                                      | 1                             | 10                            | 11                            | 30                            | 7                             | 6                             | 25                            | 42                            | 38                            | -                             | 16                            | 12                            | -                             | 1                             | 2                             | : 2x Platine : Or : Platine : Platine    |
| Can't Be Tamed - Label : Hollywood Records                     | 3                                                                      | 2                             | 8                             | 5                             | 13                            | 1                             | 4                             | 3                             | 7                             | 8                             | 31                            | 4                             | 2                             | 21                            | 4                             | 2                             | : Or : Or : Argent                       |
| Bangerz - Label : RCA                                          | 1                                                                      | 1                             | 1                             | 1                             | 9                             | 2                             | 3                             | 7                             | 11                            | 5                             | 6                             | 9                             | 4                             | 4                             | 1                             | 2                             | : 3x Platine : Platine : 2x Platine : Or |
| Miley Cyrus & Her Dead Petz - Label : RCA                      | Sorti uniquement en streaming                                          | Sorti uniquement en streaming | Sorti uniquement en streaming | Sorti uniquement en streaming | Sorti uniquement en streaming | Sorti uniquement en streaming | Sorti uniquement en streaming | Sorti uniquement en streaming | Sorti uniquement en streaming | Sorti uniquement en streaming | Sorti uniquement en streaming | Sorti uniquement en streaming | Sorti uniquement en streaming | Sorti uniquement en streaming | Sorti uniquement en streaming | Sorti uniquement en streaming |                                          |
| Younger Now - Sortie : 29 septembre 2017 - Label : RCA         | 5                                                                      | 3                             | 8                             | 5                             | 51                            | 1                             | 9                             | 11                            | 21                            | 17                            | 11                            | 16                            | 8                             | 11                            | 2                             | 4                             | : Or : Or                                |
| Plastic Hearts - Label : RCA                                   | 2                                                                      | 1                             | 4                             | 3                             | 42                            | 4                             | 9                             | 4                             | 9                             | 7                             | 9                             | 15                            | 8                             | 12                            | 3                             | 2                             | : Or : Or : Or                           |
| Endless Summer Vacation - Label : Columbia                     | 3                                                                      | 2                             | 1                             | 1                             | 6                             | 4                             | 4                             | 1                             | 3                             | 2                             | 1                             | 2                             | 1                             | 2                             | 1                             | 1                             | : Platine : Platine : Or : Argent        |
| Something Beautiful - Sortie : 30 mai 2025 - Label : Columbia  |                                                                        |                               |                               |                               |                               |                               |                               |                               |                               |                               |                               |                               |                               |                               |                               |                               |                                          |
|                                                                | Le sigle « N/D » signifie que les classements ne sont pas disponibles. |                               |                               |                               |                               |                               |                               |                               |                               |                               |                               |                               |                               |                               |                               |                               |                                          |

### EP
| Album                                             | Classements | Classements | Classements | Classements | Classements | Classements | Classements | Classements | Classements | Classements | Classements | Classements | Classements | Classements | Classements | Classements | Certifications                   |
| Album                                             | É-U         | CAN         | R-U         | IRL         | FRA         | ESP         | ITA         | SUI         | BE/W        | BE/F        | P-B         | ALL         | AUT         | SUE         | AUS         | N-Z         | Certifications                   |
| ------------------------------------------------- | ----------- | ----------- | ----------- | ----------- | ----------- | ----------- | ----------- | ----------- | ----------- | ----------- | ----------- | ----------- | ----------- | ----------- | ----------- | ----------- | -------------------------------- |
| The Time of Our Lives - Label : Hollywood Records | 2           | 9           | 17          | 9           | 36          | 6           | 32          | 23          | 42          | 74          | 66          | 9           | 5           | 52          | 11          | 9           | : 3x Platine : Or : Or : Or : Or |
| She is Coming - Label : RCA                       | 5           | 4           | 18          | 19          | 85          | 32          | 44          | 27          | 35          | 21          | -           | 74          | 21          | 17          | 10          | 14          |                                  |

### Albums Live
| Album                                                                                     | Classements                                         | Classements                                         | Classements                                         | Classements                                         | Classements                                         | Classements                                         | Classements                                         | Classements                                         | Classements                                         | Classements                                         | Classements                                         | Classements                                         | Classements                                         | Classements                                         | Classements                                         | Classements                                         | Certifications    |
| Album                                                                                     | É-U                                                 | CAN                                                 | R-U                                                 | IRL                                                 | FRA                                                 | ESP                                                 | ITA                                                 | SUI                                                 | BE/W                                                | BE/F                                                | P-B                                                 | ALL                                                 | AUT                                                 | SUE                                                 | AUS                                                 | N-Z                                                 | Certifications    |
| ----------------------------------------------------------------------------------------- | --------------------------------------------------- | --------------------------------------------------- | --------------------------------------------------- | --------------------------------------------------- | --------------------------------------------------- | --------------------------------------------------- | --------------------------------------------------- | --------------------------------------------------- | --------------------------------------------------- | --------------------------------------------------- | --------------------------------------------------- | --------------------------------------------------- | --------------------------------------------------- | --------------------------------------------------- | --------------------------------------------------- | --------------------------------------------------- | ----------------- |
| Hannah Montana and Miley Cyrus: Best of Both Worlds Concert - Label : Walt Disney Records | 3                                                   | 3                                                   | 29                                                  | 10                                                  | 192                                                 | 46                                                  | -                                                   | 54                                                  | 100                                                 | -                                                   | -                                                   | 94                                                  | 14                                                  | -                                                   | 16                                                  | 27                                                  | : 2x Platine : Or |
| Attention : Miley Live - Label : Columbia                                                 | Sorti uniquement en streaming et en téléchargement. | Sorti uniquement en streaming et en téléchargement. | Sorti uniquement en streaming et en téléchargement. | Sorti uniquement en streaming et en téléchargement. | Sorti uniquement en streaming et en téléchargement. | Sorti uniquement en streaming et en téléchargement. | Sorti uniquement en streaming et en téléchargement. | Sorti uniquement en streaming et en téléchargement. | Sorti uniquement en streaming et en téléchargement. | Sorti uniquement en streaming et en téléchargement. | Sorti uniquement en streaming et en téléchargement. | Sorti uniquement en streaming et en téléchargement. | Sorti uniquement en streaming et en téléchargement. | Sorti uniquement en streaming et en téléchargement. | Sorti uniquement en streaming et en téléchargement. | Sorti uniquement en streaming et en téléchargement. |                   |

### Albums d'Hannah Montana

#### Albums studio
| Album                                                                                | Classements                                                            | Classements | Classements | Classements | Classements | Classements | Classements | Classements | Classements | Classements | Classements | Classements | Classements | Classements | Classements | Classements | Certifications                           |
| Album                                                                                | É-U                                                                    | CAN         | R-U         | IRL         | FRA         | ESP         | ITA         | SUI         | BE/W        | BE/F        | P-B         | ALL         | AUT         | SUE         | AUS         | N-Z         | Certifications                           |
| ------------------------------------------------------------------------------------ | ---------------------------------------------------------------------- | ----------- | ----------- | ----------- | ----------- | ----------- | ----------- | ----------- | ----------- | ----------- | ----------- | ----------- | ----------- | ----------- | ----------- | ----------- | ---------------------------------------- |
| Hannah Montana - Label : Walt Disney Records                                         | 1                                                                      | 10          | N/D         | N/D         | 122         | 14          | -           | -           | -           | -           | 67          | -           | 14          | -           | 35          | 22          | : 3x Platine : Or : Or : Or              |
| Hannah Montana 2: Meet Miley Cyrus - Label : Walt Disney Records & Hollywood Records | 1                                                                      | 3           | N/D         | N/D         | 178         | 46          | -           | 69          | -           | -           | -           | 35          | 13          | 50          | 20          | 6           | : 4x Platine : 2x Platine : Or : Platine |
| Hannah Montana, le film - Label : Walt Disney Records                                | 1                                                                      | 1           | N/D         | N/D         | 32          | 1           | -           | 13          | 18          | 54          | -           | 6           | 1           | 9           | 6           | 1           | : 2x Platine : Or : Or : Platine         |
| Hannah Montana 3 - Label : Walt Disney Records                                       | 2                                                                      | 2           | N/D         | N/D         | 86          | 6           | -           | 32          | 61          | -           | -           | 13          | 4           | -           | 27          | 16          |                                          |
| Hannah Montana Forever - Label : Walt Disney Records                                 | 11                                                                     | -           | 38          | 21          | 55          | 23          | -           | 74          | 81          | 90          | -           | 65          | 25          | -           | 66          | 32          | : Or                                     |
|                                                                                      | Le sigle « N/D » signifie que les classements ne sont pas disponibles. |             |             |             |             |             |             |             |             |             |             |             |             |             |             |             |                                          |

#### Compilations
| Album                                                                 | Classements | Classements | Classements | Classements | Classements | Classements | Classements | Classements | Classements | Classements | Classements | Classements | Classements | Classements | Classements | Classements | Certifications |
| Album                                                                 | É-U         | CAN         | R-U         | IRL         | FRA         | ESP         | ITA         | SUI         | BE/W        | BE/F        | P-B         | ALL         | AUT         | SUE         | AUS         | N-Z         | Certifications |
| --------------------------------------------------------------------- | ----------- | ----------- | ----------- | ----------- | ----------- | ----------- | ----------- | ----------- | ----------- | ----------- | ----------- | ----------- | ----------- | ----------- | ----------- | ----------- | -------------- |
| Hannah Montana 2 : Non-Stop Dance Party - Label : Walt Disney Records | 7           | -           | -           | -           | -           | -           | -           | -           | -           | -           | -           | -           | -           | -           | -           | -           |                |
| Hannah Montana : Hits Remixed - Label : Walt Disney Records           | 103         | -           | -           | -           | -           | -           | -           | -           | -           | -           | -           | -           | -           | -           | -           | -           |                |

## Singles

### Singles d'Hannah Montana
| Année | Single                         | Classements | Classements | Classements | Classements | Classements | Classements | Classements | Classements | Classements | Classements | Classements | Classements | Classements | Classements | Classements | Classements | Album                              |
| Année | Single                         | É-U         | CAN         | R-U         | IRL         | FRA         | ESP         | ITA         | SUI         | BE/W        | BE/F        | P-B         | ALL         | AUT         | SUE         | AUS         | N-Z         | Album                              |
| ----- | ------------------------------ | ----------- | ----------- | ----------- | ----------- | ----------- | ----------- | ----------- | ----------- | ----------- | ----------- | ----------- | ----------- | ----------- | ----------- | ----------- | ----------- | ---------------------------------- |
| 2006  | The Best of Both Worlds        | 92          | -           | 43          | 17          | -           | -           | -           | -           | -           | -           | -           | 66          | -           | -           | -           | -           | Hannah Montana                     |
| 2006  | Who Said                       | 83          | -           | -           | -           | -           | -           | -           | -           | -           | -           | -           | -           | -           | -           | -           | -           | Hannah Montana                     |
| 2007  | Nobody's Perfect               | 27          | -           | -           | -           | -           | -           | -           | -           | -           | -           | -           | -           | -           | -           | 87          | -           | Hannah Montana 2: Meet Miley Cyrus |
| 2007  | Make Some Noise                | 92          | -           | -           | -           | -           | -           | -           | -           | -           | -           | -           | -           | -           | -           | -           | -           | Hannah Montana 2: Meet Miley Cyrus |
| 2009  | Let's Get Crazy                | 57          | 26          | -           | -           | -           | -           | -           | -           | -           | -           | -           | -           | -           | -           | -           | -           | Hannah Montana, le film            |
| 2009  | Ice Cream Freeze (Let's Chill) | 87          | 57          | 90          | -           | -           | -           | -           | -           | -           | -           | -           | -           | -           | -           | -           | -           | Hannah Montana 3                   |
| 2009  | Supergirl                      | -           | -           | -           | -           | -           | -           | -           | -           | -           | -           | -           | 42          | 58          | -           | -           | -           | Hannah Montana 3                   |
| 2010  | Ordinary Girl                  | 91          | -           | 93          | -           | -           | -           | -           | -           | -           | -           | -           | -           | -           | -           | -           | -           | Hannah Montana Forever             |
| 2010  | Are You Ready ?                | -           | -           | -           | -           | -           | -           | -           | -           | -           | -           | -           | -           | -           | -           | -           | -           | Hannah Montana Forever             |
| 2010  | Gonna Get This                 | 66          | -           | -           | -           | -           | -           | -           | -           | -           | -           | -           | -           | -           | -           | 75          | -           | Hannah Montana Forever             |
| 2010  | I'm Still Good                 | -           | -           | -           | -           | -           | -           | -           | -           | -           | -           | -           | -           | -           | -           | -           | -           | Hannah Montana Forever             |

### Années 2000
| Année | Single                                      | Classements | Classements | Classements | Classements | Classements | Classements | Classements | Classements | Classements | Classements | Classements | Classements | Classements | Classements | Classements | Classements | Album                              |
| Année | Single                                      | É-U         | CAN         | R-U         | IRL         | FRA         | ESP         | ITA         | SUI         | BE/W        | BE/F        | P-B         | ALL         | AUT         | SUE         | AUS         | N-Z         | Album                              |
| ----- | ------------------------------------------- | ----------- | ----------- | ----------- | ----------- | ----------- | ----------- | ----------- | ----------- | ----------- | ----------- | ----------- | ----------- | ----------- | ----------- | ----------- | ----------- | ---------------------------------- |
| 2007  | Ready, Set, Don't Go (avec Billy Ray Cyrus) | 37          | 47          | -           | -           | -           | -           | -           | -           | -           | -           | -           | -           | -           | -           | -           | -           | Home at Last                       |
| 2007  | See You Again                               | 10          | 4           | 11          | 13          | -           | -           | -           | -           | -           | 43          | -           | 52          | 30          | -           | 6           | 11          | Hannah Montana 2: Meet Miley Cyrus |
| 2007  | Start All Over                              | 68          | 91          | -           | -           | -           | -           | -           | -           | -           | -           | -           | -           | -           | -           | 41          | -           | Hannah Montana 2: Meet Miley Cyrus |
| 2008  | 7 Things                                    | 9           | 13          | 25          | 26          | -           | -           | -           | 35          | 22          | 22          | 80          | 17          | 14          | -           | 10          | 24          | Breakout                           |
| 2008  | Fly on the Wall                             | 84          | 73          | 16          | 23          | -           | -           | -           | -           | -           | -           | -           | 62          | 57          | -           | -           | -           | Breakout                           |
| 2009  | The Climb                                   | 4           | 5           | 11          | 11          | 16          | 46          | -           | 38          | -           | -           | -           | 41          | 30          | 40          | 5           | 12          | Hannah Montana, le film            |
| 2009  | Hoedown Throwdown                           | 18          | 15          | 18          | 10          | -           | -           | -           | 87          | -           | -           | -           | 66          | 41          | -           | 20          | 40          | Hannah Montana, le film            |
| 2009  | Party in the U.S.A.                         | 2           | 3           | 11          | 5           | 6           | 32          | -           | 41          | 18          | 39          | -           | -           | 30          | 22          | 6           | 3           | The Time of Our Lives              |

### Années 2010
| Année | Single                                                                     | Classements | Classements | Classements | Classements | Classements | Classements | Classements | Classements | Classements | Classements | Classements | Classements | Classements | Classements | Classements | Classements | Album                             |
| Année | Single                                                                     | É-U         | CAN         | R-U         | IRL         | FRA         | ESP         | ITA         | SUI         | BE/W        | BE/F        | P-B         | ALL         | AUT         | SUE         | AUS         | N-Z         | Album                             |
| ----- | -------------------------------------------------------------------------- | ----------- | ----------- | ----------- | ----------- | ----------- | ----------- | ----------- | ----------- | ----------- | ----------- | ----------- | ----------- | ----------- | ----------- | ----------- | ----------- | --------------------------------- |
| 2010  | When I Look at You                                                         | 16          | 24          | 79          | 45          | -           | -           | -           | 49          | -           | -           | -           | 60          | 56          | -           | 19          | 27          | The Time of Our Lives             |
| 2010  | Can't Be Tamed                                                             | 8           | 6           | 13          | 5           | 15          | 14          | -           | 53          | 40          | 39          | 82          | 29          | 21          | 42          | 14          | 5           | Can't Be Tamed                    |
| 2010  | Who Owns My Heart                                                          | X           | X           | X           | X           | X           | X           | X           | -           | -           | -           | -           | 23          | 45          | -           | X           | X           | Can't Be Tamed                    |
| 2013  | Fall Down (feat. Will.i.am)                                                | 58          | 15          | 34          | 17          | 43          | -           | -           | 59          | 50          | -           | -           | 48          | 45          | 37          | 14          | 15          | willpower                         |
| 2013  | We Can't Stop                                                              | 2           | 3           | 1           | 7           | 26          | 5           | 34          | 19          | 11          | 20          | 48          | 16          | 8           | 5           | 4           | 1           | Bangerz                           |
| 2013  | Wrecking Ball                                                              | 1           | 1           | 1           | 2           | 2           | 1           | 3           | 5           | 5           | 4           | 13          | 6           | 2           | 3           | 2           | 2           | Bangerz                           |
| 2013  | 23 (feat. Mike Will Made It, Wiz Khalifa et Juicy J)                       | 11          | 26          | 85          | -           | 30          | 44          | -           | -           | -           | -           | -           | -           | -           | -           | 39          | 22          |                                   |
| 2013  | Real and True (avec Future et Mr Hudson)                                   | -           | -           | 92          | -           | -           | -           | -           | -           | -           | -           | -           | -           | -           | -           | -           | -           |                                   |
| 2013  | Feelin' Myself (feat Will.i.am, French Montana, Wiz Khalifa et DJ Mustard) | 96          | -           | 2           | 3           | 50          | -           | -           | -           | -           | -           | -           | 55          | -           | -           | 34          | 16          | willpower                         |
| 2013  | Adore You                                                                  | 21          | 36          | 27          | 44          | 143         | 39          | -           | -           | -           | -           | -           | -           | -           | -           | 25          | 15          | Bangerz                           |
| 2014  | Lucy in the Sky with Diamonds (avec The Flaming Lips et Moby)              | -           | -           | -           | -           | -           | -           | -           | -           | -           | -           | -           | -           | -           | -           | -           | -           | With a Little Help from My Fwends |
| 2017  | Malibu                                                                     | 10          | 4           | 11          | 7           | 85          | 20          | 24          | 16          | -           | 27          | 30          | 20          | 8           | 21          | 3           | 4           | Younger Now                       |
| 2017  | Younger Now                                                                | 79          | 48          | 54          | 73          | -           | -           | -           | 84          | -           | -           | -           | -           | -           | 75          | 49          | -           | Younger Now                       |
| 2018  | Nothing Breaks Like A Heart (avec Mark Ronson)                             | 43          | 19          | 2           | 2           | 29          | 49          | 33          | 10          | 3           | 2           | 22          | 16          | 20          | 16          | 6           | 11          | Late Night Feelings               |
| 2019  | Mother's Daughter                                                          | 54          | 31          | 29          | 22          | 177         | 81          | 86          | 48          | -           | -           | 100         | 75          | 49          | 76          | 21          | 21          | She is Coming                     |
| 2019  | Slide Away                                                                 | 47          | 28          | 40          | 25          | -           | -           | -           | 20          | -           | -           | -           | 67          | 49          | -           | 15          | 12          | She is Coming                     |
| 2019  | On a Roll                                                                  | -           | 77          | 65          | 35          | -           | -           | -           | -           | -           | -           | -           | -           | -           | -           | 86          | -           |                                   |
| 2019  | Don't Call Me Angel (feat Ariana Grande et Lana Del Rey)                   | 13          | 7           | 2           | 2           | 64          | 28          | 39          | 4           | 23          | 28          | 27          | 11          | 12          | 25          | 4           | 6           | Charlie's Angels                  |

### Années 2020
| Année | Single                                        | Classements | Classements | Classements | Classements | Classements | Classements | Classements | Classements | Classements | Classements | Classements | Classements | Classements | Classements | Classements | Classements | Album                   |
| Année | Single                                        | É-U         | CAN         | R-U         | IRL         | FRA         | ESP         | ITA         | SUI         | BE/W        | BE/F        | P-B         | ALL         | AUT         | SUE         | AUS         | N-Z         | Album                   |
| ----- | --------------------------------------------- | ----------- | ----------- | ----------- | ----------- | ----------- | ----------- | ----------- | ----------- | ----------- | ----------- | ----------- | ----------- | ----------- | ----------- | ----------- | ----------- | ----------------------- |
| 2020  | Midnight Sky                                  | 14          | 8           | 5           | 4           | 123         | 52          | 72          | 20          | 6           | 6           | 23          | 27          | 33          | 31          | 7           | 27          | Plastic Hearts          |
| 2020  | Prisoner (avec Dua Lipa)                      | 54          | 17          | 8           | 5           | 76          | 26          | 34          | 11          | 31          | 27          | 20          | 20          | 15          | 23          | 13          | 24          | Plastic Hearts          |
| 2021  | Angels Like You                               | -           | 55          | 66          | 43          | -           | -           | -           | 91          | -           | -           | 51          | -           | -           | -           | 92          | -           | Plastic Hearts          |
| 2021  | Without You (avec The Kid Laroi)              | 8           | 7           | -           | -           | -           | 59          | -           | -           | -           | -           | -           | -           | -           | -           | 34          | -           | F*ck Love               |
| 2023  | Flowers                                       | 1           | 1           | 1           | 1           | 1           | 2           | 3           | 1           | 1           | 1           | 1           | 1           | 1           | 1           | 1           | 1           | Endless Summer Vacation |
| 2023  | River                                         | 32          | 17          | 16          | 13          | 132         | 73          | -           | 30          | -           | -           | 53          | 35          | 24          | 56          | 22          | 30          | Endless Summer Vacation |
| 2023  | Jaded                                         | 56          | 30          | 27          | 21          | 198         | -           | -           | 70          | 19          | -           | -           | -           | -           | -           | 75          | -           | Endless Summer Vacation |
| 2023  | Used to Be Young                              | 8           | 8           | 12          | 7           | 101         | 81          | 72          | 23          | 13          | 6           | 60          | 53          | 29          | 23          | 13          | 12          | Endless Summer Vacation |
| 2024  | Doctor (Work It Out) (avec Pharrell Williams) | 74          | 41          | 46          | 44          | 58          | 30          | -           | 61          | 47          | -           | 24          | 84          | 20          | 90          | 90          | -           |                         |
| 2025  | Something Beautiful                           |             |             |             |             |             |             |             |             |             |             |             |             |             |             |             |             | Something Beautiful     |
| 2025  | End of the World                              | 52          | 32          | 23          | 40          | 36          | -           | 2           | 57          | 15          | 6           | 70          | 43          | 34          | 59          | -           | 3           | Something Beautiful     |